# Mesechinus wangi
Mesechinus wangi är en igelkott som förekommer i södra Kina. Artepitet i det vetenskapliga namnet hedrar den kinesiska zoologen Ying-Xiang Wang.
Arten når en kroppslängd (huvud och bål) av 17,7 till 24 cm, en svanslängd av 1,4 till 1,8 cm och en vikt av 336 till 451 g. Den har 4,5 till 4,8 cm långa bakfötter och 2,8 till 3,2 cm stora öron. Liksom hos andra igelkottar och ovansidan täckt av taggar och på undersidan förekommer mörkbrun päls. Taggarna är på ryggens topp 2,2 till 2,5 cm långa och främst vita med undantag av den svarta spetsen. Några taggar är vid roten vita, i mitten svarta och efter en smal vit ring är de åter svarta. Arten avviker från andra släktmedlemmar i taggarnas färg samt i detaljer av kraniets konstruktion.
Det kända utbredningsområdet är ett naturreservat nära staden Baoshan i provinsen Yunnan. Regionen ligger 2200 till 2680 meter över havet. Habitatet utgörs av städsegröna skogar med träd från familjerna Fagaceae, Lauraceae, Ericaceae och Theaceae. Mellan oktober och tidig april håller arten vinterdvala.
Denna igelkott listas inte än av IUCN.